# Golfe de Syrte
Pour les articles homonymes, voir Syrte (homonymie).
Le golfe de Syrte, sur la côte libyenne, baigne la ville éponyme de Syrte. Ses eaux sont les plus chaudes de Méditerranée, il s'agit de la partie la plus méridionale de cette dernière. Son climat semi-désertique se caractérise par des températures élevées et des précipitations quasiment aussi rares qu'en plein désert. Il est délimité par une ligne ouest-est reliant la localité de Qasr Ahmed (ouest) au ras Tāwīnis (est).

## Étymologie
Il était aussi autrefois appelé en latin Syrtis Maior c'est-à-dire la « Grande Syrte », appelé ainsi pour le différencier du Syrtis Minor ou « Petite Syrte », désignant le golfe de Gabès.

Le nom de Syrtis est un emprunt au grec ancien où Surtis (génitif Surtidos)  mentionné par Hérodote et désignant un « amas de sable et de rochers » constitués le long des côtes par les courants et autres mouvements d'eau. Ce mot est à rapprocher du terme Sūrō signifiant « traîner », « charrier », « balayer », Surma pour « balayure », Surmos pour « rafale », Surtos pour « entrainé »,« charrié ».

## Activités
La pêche au thon est une  activité économique d'importance dans le golfe.

## Histoire

### Seconde Guerre mondiale
Le golfe a été le théâtre à deux reprises d'engagements navals entre la Royal Navy britannique et la Regia Marina italienne pendant la Seconde Guerre mondiale le 17 décembre 1941 (Première bataille de Syrte), (de faible ampleur et indécise) puis le 22 mars 1942 (Seconde bataille de Syrte), lors de laquelle un convoi soutenu par une escorte de navires de guerre britanniques qui tentait de gagner Malte, dans le contexte du siège imposé par les forces de l'Axe, tomba sous le feu d'une escadre italienne. L'engagement, résultant en une victoire tactique britannique, eut en revanche pour conséquence de retarder l'arrivée du convoi qui était attendu avant l'aube,,.

## Revendications territoriales
De temps en temps, la Libye proclame sa souveraineté sur l'intégralité des eaux du Golfe, alors que d'autres pays ne reconnaissent que le standard international de la limite des eaux internationales des 12 milles marins (22,2 km). Ceci conduisit à plusieurs incidents militaires entre l'United States Navy et les forces armées libyennes (en 1981, 1986, et 1989), provoquant la perte de navires ou d'avions libyens, abattus par les Américains.